# Spàsskoie (Iúriev-Polski)
|  | Per a altres significats, vegeu «Spàsskoie». |

Spàsskoie (en rus: Спасское) és un poble de l'óblast de Vladímir, a Rússia, segons el cens del 2010 tenia 300 habitants. Pertany al districte municipal de Iúriev-Polski.